# قائمة المستشفيات في سلطنة عمان
المستشفيات في سلطنة عمان؛ شهد القطاع الصحي في سلطنة عمان تطورًا واضحًا في مسيرة التنمية الصحية بتحقيق نقلة نوعية وتقدم ملموس على جميع مستويات الرعاية الصحية وبمعدلات عالية وسريعة، مما انعكس إيجابًا على جميع المؤشرات الصحية، حيث تم تحقيق مزيد من النمو والتطور في نوعية وكفاءة الأداء للقطاع الصحي في سلطنة عمان. 

## مستويات الرعاية الصحية
منظومة الرعاية الصحية تتكون من (3) مستويات متكاملة، هي الرعاية الصحية الأولية الفعالة وعالية الجودة التي تقدمها المراكز والمجمعات الصحية والمستشفيات المحلية التي تغطي كافة محافظات وولايات سلطنة عمان، ثم المستوى الثاني وهو الرعاية الصحية الثانوية التي تقدمها المستشفيات المرجعية الموجودة في كل محافظات سلطنة عمان ومستشفيات الولايات الموجودة في بعض الولايات الرئيسية التي تقدم رعاية طبية للمشاكل الصحية التخصصية، وتوفر رعاية أكثر مهارة وتخصصًا، ثم المستوى الثالث وهو الرعاية الصحية التخصصية عالية التقنية، والتي توفرها المستشفيات المرجعية في محافظة مسقط وهي المستشفى السلطاني ومستشفى خولة ومستشفى النهضة ومستشفى المسرة. 
وتشير التقديرات إلى أن ما يصل إلى 95% من سكان البلاد يعيشون الآن على بعد خمسة أميال من المركز الطبي. من جانبه يتوسع القطاع الإستشفائي الخاص باطراد وتدخل السوق مؤسسات أجنبية كبيرة ومعروفة ما يبشر بمستقبل أكثر ازدهاراً للقطاع، وعناية إستشفائية أكبر للمواطنين والمقيمين على أرض سلطنة عمان. 

## المؤسسات التابعة لوزارة الصحة
وصل إجمالي المؤسسات التابعة لوزارة الصحة (262) مؤسسة صحية، منها (51) مستشفى، و(21) مجمعًا صحيًا، و(190) مركزًا صحيًا، وبلغ عدد أسرّة المستشفيات في سلطنة عمان (7168) سريرًا، منها (5238) سريرًا تابعًا لمستشفيات الوزارة.

### قائمة المستشفيات الحكومية
فيما يلي قائمة بالمستشفيات الحكومية:
- المستشفى السلطاني : الغبرة الجنوبية، مسقط، ت : 24599000
- مستشفى قريات : قريات، مسقط، ت : 24847220 – ف : 24845001
- مستشفى السلطان قابوس (صلالة) : محافظة ظفار، ولاية صلالة.
- مستشفى جامعة السلطان قابوس : 123 الخوض، مسقط، ت : 24141111
- مستشفي الشرطة : ولاية مطرح، ت : 24603988
- مستشفى النهضة : ولاية مطرح، ت : 24831255 – 24837800
- مستشفى الرستاق : الرستاق، ت : 2685055- 26877186
- مستشفى سمائل : سمائل، محافظة الداخلية، ت : 25350055- 25350022-
- مستشفى إزكي : ولاية إزكي، محافظة الداخلية، ت : 25340033 – 25340033
- مستشفى ابن سينا : ولاية العامرات، مسقط، ت : 24876322 – 24877361
- مستشفى تنعم : عبري، ت : 25699011 – 25699033
- مستشفى مصيرة : ولاية مصيرة، منطقة دفيات، ت : 25504018
- مستشفى عبري المرجعي : محافظة الظاهرة، ت : 25691011 – 25691990
- مستشفى البريمي المرجعي : البريمي، ت : 25650855 – 2562319
- مستشفى إبراء : ولاية إبراء المرجعي، محافظة شمال الشرقية، ت : 25587100
- مستشفى صحم : محافظة شمال الباطنة، ت : 26854427 – 26855148
- مستشفى صحار : الهمبار، ولاية صحار، ت : 36840399
- مستشفى خصب المرجعي : ولاية خصب، محافظة مسندم، ت : 26830187
- مستشفى سناو : ولاية المضيبي، ت : 2524338

## المؤسسات الصحية الخاصة
أما بالنسبة للقطاع الصحي الخاص؛ فقد توزعت المؤسسات الصحية الخاصة حتى نهاية عام 2020م إلى (27) مستشفى، و(432) مجمعًا، وعيادة تخصصية، و(302) عيادة أسنان، و(496) عيادات عامة ومراكز تشخيصية، بالإضافة إلى (794) صيدلية خاصة متوزعة في جميع محافظات سلطنة عمان.

### قائمة المستشفيات الخاصة
- مستشفى الخليج التخصصي - الوطية، مسقط ت: 22081700
- مستشفى ستاركير الخاصة : ولاية السيب، مسقط، ت : 24558333
- مستشفى بدر السماء : مدينة صور، ت : 24799760
- مستشفى الرفاعة : الغبرة الشمالية، مسقط، ت : 24618900
- مستشفى حمدان : شارع الرباط، صلالة، ولاية صور ، ت : 23212340
- مستشفى كيمز : دارسيت، مسقط، ت : 24760100
- مستشفى مسقط الخاص : وادي بوشر، بجوار الكلية الطبية، مسقط، ت : 25483600
- مستشفي صور : ولاية صور، جبل عيد، ت : 25540244

## وصلات خارجية
- موقع وزارة الصحة